# سوچان (پومرانی غربی)
سوچان (به لاتین: Suchań) یک شهر و گمینا در لهستان است که در گمینا سوخانگ واقع شده‌است. سوچان ۳٫۵۷ کیلومتر مربع مساحت و ۱٬۴۴۶ نفر جمعیت دارد.